# Sigillo
Sigillo é uma comuna italiana da região da Umbria, província de Perugia, com cerca de 2.461 habitantes. Estende-se por uma área de 26 km², tendo uma densidade populacional de 95 hab/km². Faz fronteira com Costacciaro, Fabriano (AN), Fossato di Vico, Gubbio.

## Demografia
| Variação demográfica do município entre 1861 e 2011                               |
|                                                                                   |
| Fonte: Istituto Nazionale di Statistica (ISTAT) - Elaboração gráfica da Wikipedia |